# Fekete Antal Endre
Fekete Antal Endre (Budapest, 1932. december 8. – 2020. október 14.) matematikus, közgazdász, egyetemi tanár. 1958-tól a matematika és statisztika professzora volt 1992-évi nyugdíjazásáig az új-fundlandi Memorial Egyetemen. Közben a világ számos egyetemén (pl.: a Columbia egyetemen, az Acadia Egyetemen, a dublini Trinity Kollégiumban) is tanított vendégprofesszorként. 

## Életpályája
Magyarországon nevelkedett, a budapesti Eötvös Loránd Tudományegyetemen diplomázott 1955-ben matematikából. 1956-tól Kanadában él és dolgozik. 1958-tól a matematika és statisztika professzora volt az új-fundlandi Memorial Egyetemen. 1993-ban 35 év szolgálati idő után nyugdíjba vonult. A kanadai tanítás mellett 1990-ig öt éven át dolgozott a kongresszusi WE Dannemeyer kongresszusi képviseletnél a pénz- és adóügyi reform terén. Közben a Columbia egyetemen, az Acadia Egyetemen, a dublini Trinity Kollégiumban, a Francisco Marroquin Egyetemen is tanított vendégprofesszorként. A Princetoni Egyetemen a Matematika Tanszékén Visiting Fellow volt. Fekete professzor a kolozsvári Sapientia Egyetem tanácsadó professzora, 2001-2003.
Fekete Antal a közgazdaságtan autodidaktája. Ugyanahhoz a közgazdasági iskolához (az Osztrák Közgazdaságtani Iskola) tartozik, amelyet Carl Menger (1840-1921) alapított és amelyhez Ludwig von Mises (1881-1973) is tartozott. Ezt az iskolát a metodológiai individualizmussal és a marginalizmus bevezetésével jellemezhetjük. Ellenzi a Keynesian gazdasági makroökonómiai hozzáállást, megmaradva  a mikroökonómia szilárd talaján. Fekete Antal kamatelméletével  új alapokra helyezte a hitel tudományos elemzését, az arany és a hitel nexusát hangsúlyozva. 
Legutóbbi könyvének (megjelent 2018-ban) címe magyar fordításban: Hitel és a két forrás, amiből táplálkozik, a takarékosságra és a fogyasztásra való hajlandóság. Ebben a könyvben élesen elhatárolja a kamat (ami kizárólag az előbb említett) és a diszkont (ami kizárólag az utóbb említett) forrásból táplálkozik. Ily módon  rehabilitálja Adam Smith (1723-1790) aranydeviza-elméletét (real bills doctrine), amelyet a főfolyású közgazdaságtan ellenérvek nélkül elutasít. Az arany számára inkább értékmegőrzési eszköz, mint csereeszköz. A pénz kettős természetű: lehetővé kell tennie a térben és időben történő értékek átvitelét.

## Elméletei
Fekete Antal elméletében a kamat és a diszkont megkülönböztetése alapvető. A kettő összemosása elméleti hibák egész sorozatát vonja magával, amelyek közt legfontosabb a fogyasztás, mint a hitel egyik fő forrásának a tagadása. Ezzel jellemezhető a hitel elméletének jelenlegi eltorzítása. A hitel másik fő forrása, a takarékosság, ami a határidőigény (marginal time preference) fogalmára támaszkodik. Ezt a fogalmat Fekete vezette be először, amikor finomította a ´veleszületett´ határidőigény´ (´apodictic time preference´) fogalmát.
Fekete újradefiniálja a kamatláb fogalmát, miszerint valamely adott időpontban a kamatláb nem más, mint az a ráta, amely mellett  az aranykötvény kuponjai,  plusz az aranykötvény névértékének a lejáratkor esedékes visszafizetése együttesen amortizálják az aranykötvény piaci értékét.
Fekete definíciója szerint a kötvény piaci értéke az ok és a kamatláb az okozat, nem pedig fordítva. 
Keynes az aranyvalutát okolja az 1930'as évek világválságáért és a velejáró katasztrofális munkanélküliségért. Ennek azonban pontosan az ellenkezője igaz Fekete szerint. Ha a győztes Antant hatalmak nem szabotálják el az aranyvaluta teljeskörű visszaállítását száz évvel ezelőtt, akkor nincs gazdasági világválság 1930-an. Az 1918 november 11-én megkötött fegyverszünet alkalmával a győztes Antant hatalmak szánt-szándékkal elmulasztották megnyitni a londoni aranydevizapiacot.  Ezzel egyszersmind megsemmisítették a világgazdaság Béralapját (Wage Fund). 1914-ig a munkabéreket a Béralapból előlegezték meg a munkaadók, akár negyedévvel (91 nappal) az árucikkek eladásából származó összeg behajtása előtt. A Béralap megsemmisülése után erre már nem volt tovább mód. A munkásokat el kellett bocsátani, mivel senki nem akadt, aki hajlandó lett volna a munkabérek kifizetését megelőlegezni.  A győztes Antant hatalmak eljárását a német versenytől való neurotikus félelem magyarázza. A blokád megszüntetését az aranydevizák blokkolásával vélték helyettesíteni. A győztes Antant hatalmak ártottak a német gazdaságnak, de a saját gazdaságuk alatt is elfűrészelték a fát.
Fekete szerint, jelenleg, száz évvel később, megint fenyegeti a világgazdaságot a gazdasági világválság és a velejáró katasztrofális munkanélküliség. Ezt csak az aranyvaluta teljeskörű rehabilitációjával lehetne megelőzni, beleértve az aranydeviza-piac visszaállítását is. Sajnos, a Keynes-féle aranyellenes agitáció következtében  (Keynes az aranyvalutát ˝barbár ereklyének˝ titulálta), erre aligha fog lehetőség nyílni. Fekete szerint a hitel összeomlásának jelei ma már világosan láthatók: nevezetesen az összadósság bábeli tornyának példátlan  rohamos növekedésében. A hitel összeomlása gazdasági összeomlással fog járni. Nincs az a kalkulus, amely lehetővé tenné az adósságtömeg visszafizetését. Az aranyvaluta az egyetlen fizetőeszköz, amely lehetővé teszi az adósság végleges csökkentését. A többi fizetőeszköz csupán az adósság átruházását teszi lehetővé.